# Ambystoma californiense
Ambystoma californiense is een salamander uit de familie molsalamanders (Ambystomatidae). De soort werd voor het eerst wetenschappelijk beschreven door John Edward Gray in 1853. Later werd de wetenschappelijke naam Amblystoma californicum gebruikt.

## Uiterlijke kenmerken
De kleur lijkt op die van de in Nederland en België levende vuursalamander (Salamandra salamandra), vanwege de zwarte basiskleur en de heldergele vlekken, maar de vlekken zijn bij deze soort vrijwel rond of juist streepachtig en meestal niet dicht verspreid. De salamander heeft een stompe kop, rond lichaam en iets zijdelings afgeplatte staart, de gifklieren of parotoïden zijn duidelijk zichtbaar. De ogen zijn klein en kraalachtig maar puilen wat uit en zijn goed te zien, de tenen hebben vaak vele kleine vlekjes waardoor ze erg opvallen.

## Verspreiding en habitat
Ambystoma californiense komt voor in de Verenigde Staten in de staat Californië, en leeft in grassige biotopen als savannen, graslanden en bosranden. Het dier zoekt de vochtige plaatsen op, tussen de onderste strooisellaag of tussen mos en bladeren. De salamander is een opportunistische soort die de meeste tijd verstopt zit in kleine holletjes van andere dieren of onder stenen en bladeren, veel gebruikt worden de holen van grondeekhoorns.

## Voedsel en vijanden
Op het menu staan kleine ongewervelden zoals insecten en wormen. Alleen bij vochtig weer wordt er gejaagd, en alleen tijdens de paartijd wordt de salamander weleens in drogere omstandigheden aangetroffen als hij naar het water trekt. Vijanden zijn kikkers, slangen en eekhoorns. De salamander is giftig, en het gif is waarschijnlijk meer bedoeld om kleine knaagdieren in hun holen mee op afstand te houden dan tegen echte vijanden zoals grote kikkers.

## Voortplanting
De paartijd begint in december en eindigt in maart, de salamanders komen alleen tevoorschijn om te paren als het geregend heeft, maar dan komen ze ook massaal uit de schuilplaatsen. De eitjes worden meestal afgezet in tijdelijke poelen waar de larven niet door grote vijanden als vissen worden belaagd, maar ook permanente wateren worden gebruikt. De larven ontwikkelen zich beduidend langzamer dan die van veel andere soorten, en worden ook groter.

## Beschermingsstatus
Ambystoma californiense gaat in aantal achteruit doordat de landbouw en de daarmee gepaard gaande landschapsverandering het natuurlijke leefgebied van de soort drastisch heeft verkleind.